# Józef Kąś
Józef Kąś (ur. 1954) – polski językoznawca, dialektolog. Zajmuje się gwaroznawstwem, socjolingwistyką, etnolingwistyką, leksykografią, kulturą języka i historią języka.
Jest absolwentem Instytutu Filologii Polskiej Uniwersytetu Jagiellońskiego, gdzie ukończył studia magisterskie (1977). Doktoryzował się w 1983 r. na podstawie pracy pt. Wariantywność fonetyczna w mowie ludności wiejskiej obrzeży Krakowa, a w 1995 r. uzyskał stopień naukowy doktora habilitowanego na podstawie pracy Interferencja leksykalna słownictwa gwarowego i ogólnopolskiego (na przykładzie gwar orawskich).
W 2004 r. otrzymał tytuł naukowy profesora nauk humanistycznych.